# 亀谷さくら
亀谷 さくら（かめたに さくら、1987年1月7日 - ）は、ノルウェー・ホルダラン県ベルゲン出身のハンドボール選手。本名はサクラ・ハウゲ（Sakura Hauge）。ポジションはゴールキーパー。ディヴィジオン・アン・フェミナン（フランス）のESBFブザンソン所属。

## 経歴
ノルウェー人の父と日本人の母の下ホルダラン県のベルゲンにて生まれた。6歳からハンドボールを開始。
2014年よりノルウェー女子1部リーグのヴァイパー・クリスチャンセンでプレー。
2015年、母親の国籍を行使して日本代表に選出。
2018年3月29日にデンマークのニュークビン・ファルスターへ移籍。
2019年5月にフランスのESBFブザンソンと契約。